# Feldkirch

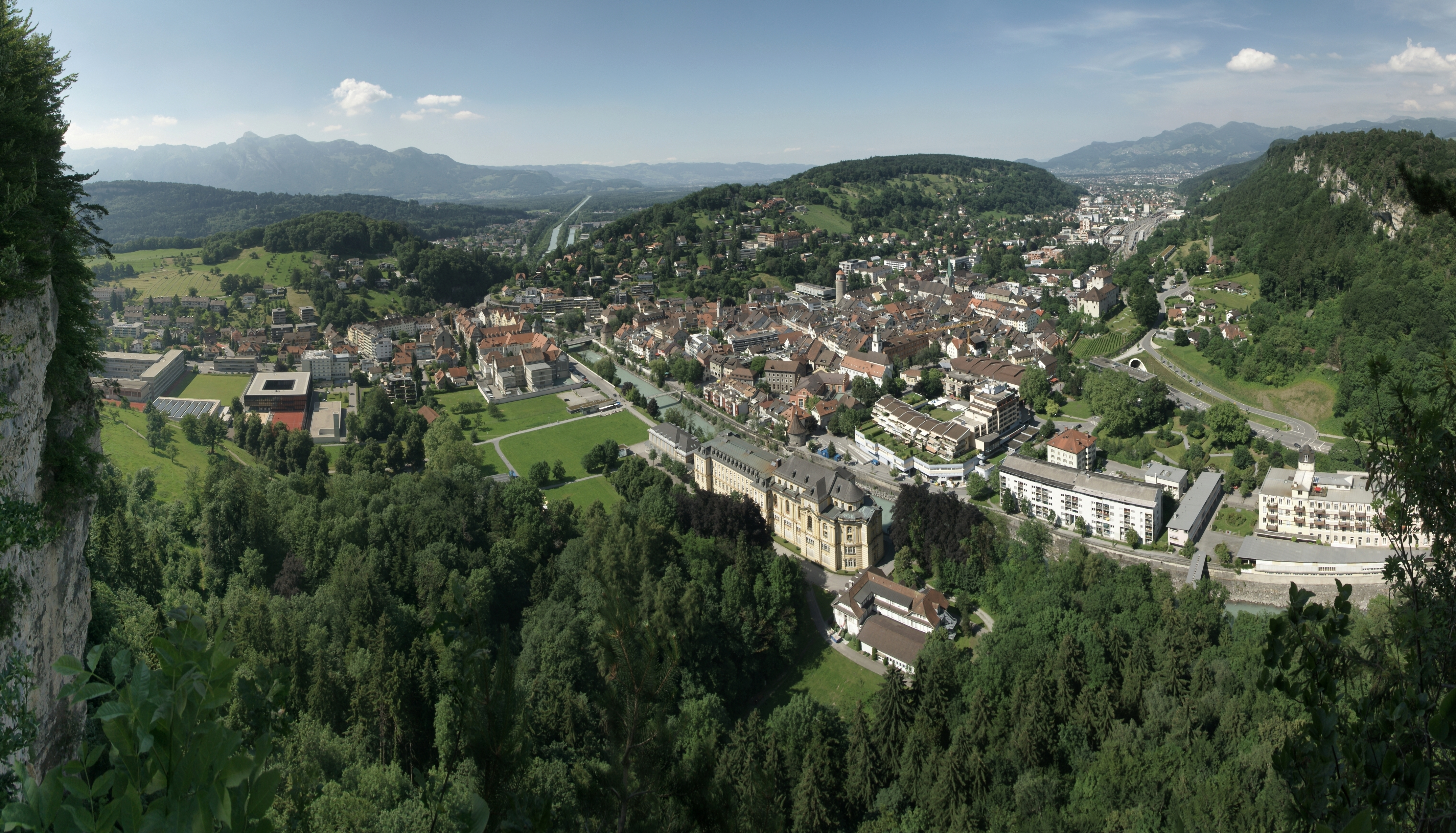
Feldkirch, vista dal monte Stadtschrofen

Feldkirch (in alemanno Fealdkirch) è un comune austriaco di 32 526 abitanti nel distretto di Feldkirch, nel Vorarlberg, del quale è capoluogo e centro maggiore; ha lo status di città capoluogo di distretto (Bezirkshauptstadt). È il comune più occidentale dell'Austria.
È la seconda città più grande in termini di popolazione del Vorarlberg, dopo Dornbirn, ed è sede della diocesi di Feldkirch; vi si tiene ogni anno il premio di poesia Feldkircher Lyrikpreis.
Dal 2015 il complesso comunale di Feldkirch è stato inserito nella lista austriaca dei beni culturali (beni culturali protetti dalla Convenzione dell'Aia). La città è anche membro dell'Associazione delle piccole città storiche, un'associazione di promozione del turistico.

## Geografia

### Geografia fisica
La città si trova all'uscita della valle dell’Ill nella pianura del Reno alpino e confina con la Svizzera e il Liechtenstein.

### Clima
| Feldkirch                  | Mesi | Mesi | Mesi | Mesi | Mesi | Mesi | Mesi | Mesi | Mesi | Mesi | Mesi | Mesi | Stagioni | Stagioni | Stagioni | Stagioni | Anno  |
| Feldkirch                  | Gen  | Feb  | Mar  | Apr  | Mag  | Giu  | Lug  | Ago  | Set  | Ott  | Nov  | Dic  | Inv      | Pri      | Est      | Aut      | Anno  |
| -------------------------- | ---- | ---- | ---- | ---- | ---- | ---- | ---- | ---- | ---- | ---- | ---- | ---- | -------- | -------- | -------- | -------- | ----- |
| T. max. media (°C)         | 3,4  | 5,4  | 10,6 | 15,1 | 19,9 | 22,5 | 24,7 | 23,9 | 19,6 | 15,0 | 8,2  | 4,2  | 4,3      | 15,2     | 23,7     | 14,3     | 14,4  |
| T. min. media (°C)         | −3,3 | −2,6 | 1,2  | 4,6  | 9,1  | 12,2 | 14,2 | 13,8 | 10,2 | 6,3  | 1,2  | −1,9 | −2,6     | 5,0      | 13,4     | 5,9      | 5,4   |
| Precipitazioni (mm)        | 72   | 68   | 89   | 89   | 124  | 155  | 182  | 182  | 131  | 86   | 92   | 89   | 229      | 302      | 519      | 309      | 1 359 |
| Umidità relativa media (%) | 74,3 | 66,7 | 57,3 | 53,7 | 55,3 | 57,1 | 58,2 | 60,5 | 63,4 | 66,9 | 73,5 | 76,9 | 72,6     | 55,4     | 58,6     | 67,9     | 63,7  |

## Storia
In epoca romana Feldkirch, che era chiamata Campitemplum, era attraversata dalla via Spluga, strada consolare che collegava Milano con Bregenz passando per il passo dello Spluga. La città moderna fu citata per la prima volta nel 1218, dopo che il conte Ugo I di Montfort fece erigere il castello di Schattenburg. Nel 1925 ha inglobato i comuni soppressi di Altenstadt, Gisingen, Levis, Nofels, Tisis e Tosters.
Nel marzo 1799 ci furono due scontri tra le forze della Prima Repubblica Francese e la Monarchia asburgica. Il 7 marzo Nicolas Oudinot, con 9.000 soldati francesi, sconfisse Friedrich Freiherr von Hotze e i suoi 6.000 austriaci. La battaglia di Feldkirch avvenne il 23 marzo, quando Andrea Masséna e 12.000 francesi furono battuti da Franjo Jelačić e una forza di 5.500 austriaci.
Lo scrittore James Joyce visitò Feldkirch nel 1932 per incontrare l'amico Eugene Jolas. Un passaggio pedonale della città porta il suo nome e una lapide dedicata al celebre scrittore è presente presso la stazione ferroviaria.

### Simboli
Lo stemma della città di Feldkirch consiste in una bandiera della chiesa nera su uno scudo d'argento.
È usato nei francobolli e nel sigillo così come nella bandiera della città. In origine, lo stemma della città consisteva in un'immagine della cattedrale di Feldkirch, da cui pendeva la bandiera nera della chiesa. Assomiglia allo stemma dei conti di Werdenberg e corrisponde in una diversa combinazione di colori allo stemma dei conti di Montfort e a quello della provincia di Vorarlberg.

## Geografia antropica
La città è suddivisa in sette municipi, ciascuno con un proprio sindaco. Questi sono nominati dal consiglio comunale in accordo con il sindaco della città di Feldkirch.
- Feldkirch-Centro
- Levis
- Altenstadt
- Gisingen
- Nofels
- Tosters
- Tisis

## Monumenti e luoghi d'interesse

### Il centro storico
Feldkirch ha un paesaggio medievale ben conservato. La città è stata costruita intorno al 1200 e ha una pianta a griglia geometrica. Dal 1500 circa, quando le mura furono ricostruite, la città è rimasta immutata nei secoli.
Dal 2015, il complesso comunale di Feldkirch è stato inserito nella lista austriaca dei beni culturali (beni culturali protetti dalla Convenzione dell'Aia).

### Architetture civili

#### Castelli e palazzi

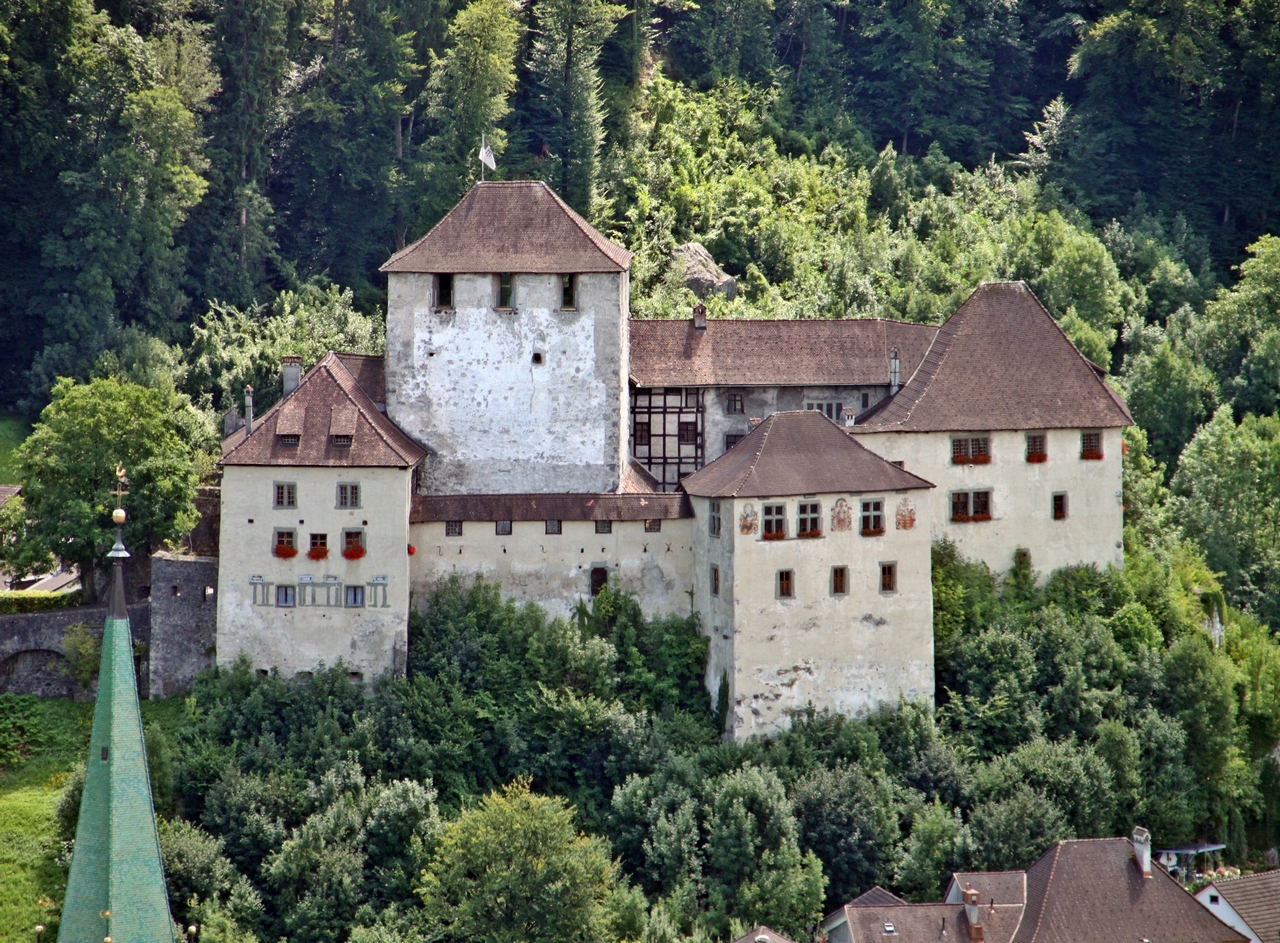
Il castello Schattenburg.

- Il castello Schattenburg.Schattenburg: Il castello di Schattenburg fu la sede dei conti di Montfort fino al 1390. La prima fase di costruzione iniziò intorno al 1230 sotto Hugo I di Montfort, il fondatore della città. Sotto il conte Friedrich von Toggenburg (1416-1436) e sotto il Vogt Hans di Königsegg furono costruiti ampliamenti e trasformazioni del castello di Schattenburg nel XV secolo. Dopo che i conti persero il loro potere, il castello fu ripetutamente messo all'asta e fu persino demolito nel 1813. Dal 1825 il castello è di proprietà della città di Feldkirch, che all'epoca lo acquistò per 833 fiorini. Il castello servì allora come caserma e più tardi come alloggio per i poveri. Il castello deve il suo salvataggio e la sua rivitalizzazione all'Associazione Museo e Sicurezza Nazionale di Feldkirch e dintorni, fondata nel 1912. I piani superiori ospitano un museo di storia locale che attira circa 25.000 visitatori all'anno.[3]
- Rovine di Tosters: rovine di un castello collinare edificato su una parte della collina di Schellenberg nel quartiere Tosters di Feldkirch.

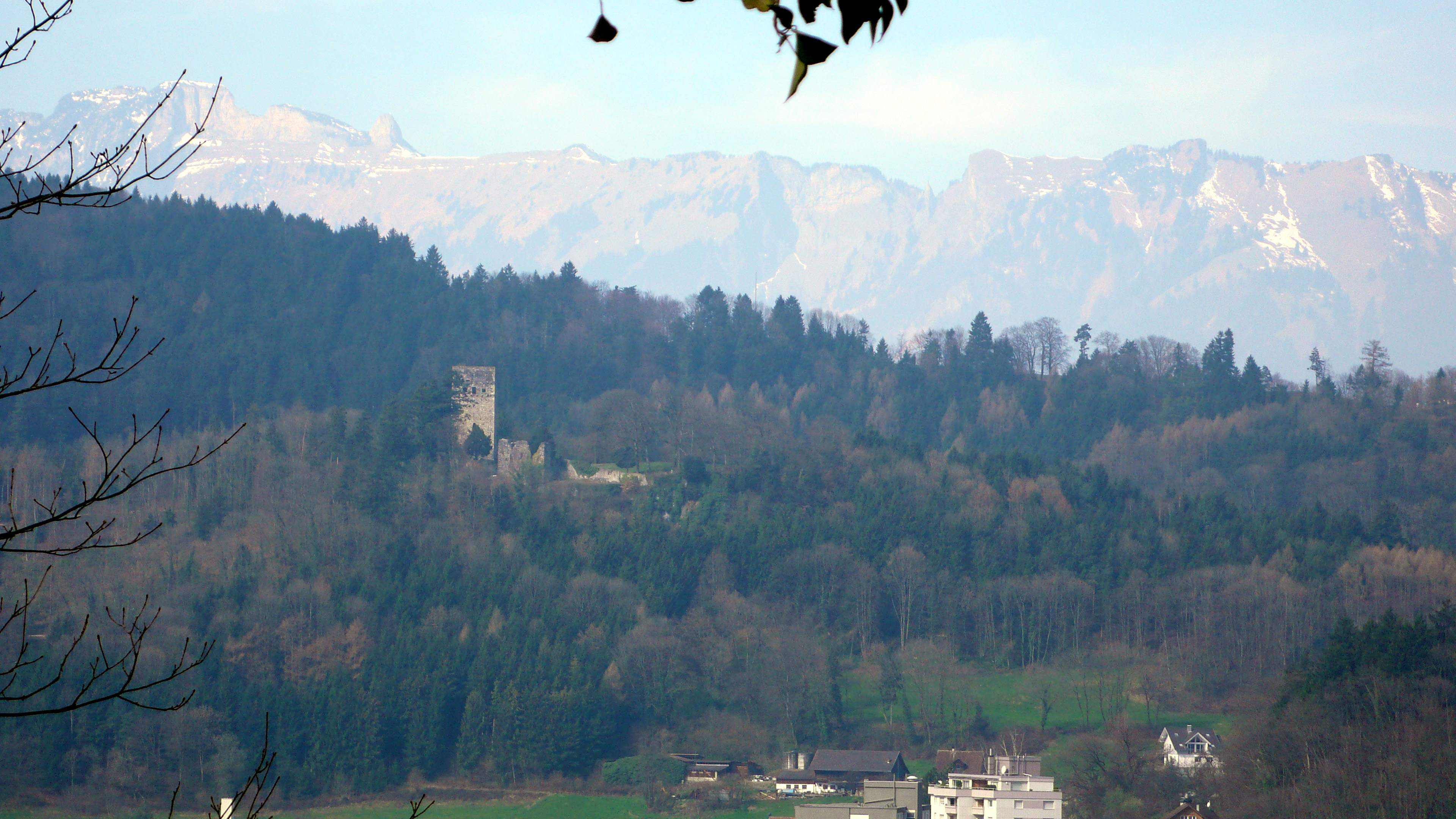
Le rovine del castello Tosters.

- Le rovine del castello Tosters.Palais Liechtenstein: nella forma odierna, la casa fu costruita nella Schlossergasse 8 dopo l'incendio della città del 1697, per ospitare gli uffici del principe Giovanni Adamo Andrea del Liechtenstein in stile barocco. Nel 1848 divenne proprietà di Andreas Ritter di Tschavoll, allora sindaco e fabbricante di Feldkirch. La città ha acquistato il palazzo nel 1967 e oggi l'edificio è utilizzato come centro espositivo; inoltre è sede del consiglio culturale, nonché sede della biblioteca cittadina e dell'archivio cittadino.[4]

#### Ville e altri edifici residenziali
Nel XIX secolo la borghesia di Feldkirch costruì una serie di prestigiosi edifici residenziali, la maggior parte dei quali sono ancora di proprietà privata. Le ville furono costruite per lo più sulla Reichsstraße, principalmente nella zona tra la Bärenkreuzung e la stazione ferroviaria.

### Architetture religiose

#### Chiese, monasteri, cappelle e altri luoghi di culto
- La cattedrale di San Nicola (o cattedrale di Feldkirch o Dom St. Nikolaus) è la chiesa cattolica maggiore di Feldkirch e cattedrale della diocesi di Feldkirch dalla sua istituzione nel 1968.

### Architetture militari

#### Fortificazione della città
Le strade di Schlossgraben, Hirschgraben e St. Leonhardsplatz segnavano l'antico corso delle mura cittadine che circondavano la zona di Neustadt nel XIII secolo. Le mura furono in gran parte ricostruite intorno al 1500 e abbattute in molti punti a partire dal 1826.
Quando Feldkirch era circondata da una cinta muraria e da un fossato, si poteva entrare in città solo attraverso una delle sue quattro porte, chiamate Bregenzertor o Nikolaustor, Bludenzertor o Schultor, Milltor o Sautor, e Churertor o Salztor. Le ultime due porte sono ancora esistenti, le altre due invece sono state rimosse insieme alle mura della città all'inizio del XIX secolo.

### Altro
Il Spiersbachbrücke è un ponte ad arco in pietra che attraversa il torrente Alter Spiersbach situato a 430 metri sul livello del mare. È utilizzato solo in misura limitata per il trasporto di merci. Il ponte si trova direttamente sul confine tra Austria e Liechtenstein, tra i comuni di Feldkirch (Austria) e Ruggell (Liechtenstein).

## Società

### Sviluppo demografico
Abitanti censiti

Il numero di abitanti è in forte aumento negli ultimi decenni, poiché sia il saldo delle nascite che quello delle migrazioni sono positivi. Così, nei dieci anni dal 2001 al 2011, sono arrivate 1.009 persone in più rispetto alle partenze.

## Economia

### Agricoltura
A Feldkirch si coltiva la vite, sia nella zona dell'Ardetzenberg sia alle pendici dello Schattenburg.

### Energia
Feldkirch è uno dei 24 comuni austriaci (a partire dal 2019) che hanno ottenuto il massimo riconoscimento del progetto energetico e5-Gemeinde. Il progetto e5-Municipalities mira a promuovere l'attuazione di una moderna politica energetica e climatica a livello comunale. Feldkirch ha ricevuto il premio "European Energy Award - Gold" per la terza volta nel 2019. Si tratta di un premio europeo per le azioni di efficienza energetica di città e comuni.

## Infrastrutture e trasporti
Feldkirch dispone di una propria rete di autobus locali dal 1993. Attualmente è composta da otto linee, compresi gli autobus che collegano il nord al vicino Liechtenstein. La stazione ferroviaria di Feldkirch si trova sulla linea ferroviaria principale che attraversa il Vorarlberg con servizi interurbani per Zurigo e Vienna. Su tale linea è anche presente la fermata di Feldkirch Amberg. Ci sono anche treni internazionali locali per Buchs attraverso il Liechtenstein sulla linea Feldkirch-Buchs, sulla quale sono situate altre 3 fermate ferroviarie nel territorio comunale di Feldkirch, ovvero Altenstadt, Gisingen e Tisis.
Feldkirch è collegata all'autostrada Rheintal/Walgau (A14) attraverso gli svincoli di Feldkirch-Nord (36) e Feldkirch-Frastanz, che da Bludenz corre verso est come S16 attraverso il tunnel stradale dell'Arlberg fino al Tirolo.

## Amministrazione

### Gemellaggi
- Sigmaringen (Baden-Württemberg, Germania) dal 1995[11]

## Cultura

### Arte

#### Potentiale Feldkirch
Il POTENTIALe (ex 'ArtDesign Feldkirch') è una fiera d'arte e un festival in cui circa 110 espositori presentano i loro prodotti e idee. Oltre a un mercato vintage, ci sono workshop e gruppi di discussione, un laboratorio di design, mostre fotografiche e vengono presentati musica e film. Lo scopo del festival è quello di stabilire una rete di artisti, artigiani e clienti che condividono la visione comune del design sostenibile.

#### Lichtstadt Feldkirch
Il festival di arte illuminotecnica Lichtstadt Feldkirch permette ad artisti internazionali di riempire la città di Feldkirch con oggetti luminosi, proiezioni e sculture. La sua prima edizione si è tenuta nel 2018, ha una cadenza biennale e attira 30.000 visitatori.

### Cinema
- Agente 007: Quantum of Solace (diretto da Marc Forster): nella primavera del 2008 si sono tenute a Feldkirch le riprese del 22° film di James Bond. La cors dell'attore di Bond Daniel Craig attraverso i vicoli della città vecchia di Feldkirch è stata rappresentata nel film come una corsa attraverso la città vecchia di Bregenz. In precedenza, nel 1969, nel sesto film della serie di film di James Bond, Al servizio segreto di Sua Maestà, si era già fatto riferimento alla città quando Bond visitò una cabina telefonica a Feldkirch. Tuttavia, le scene del film corrispondenti non sono state girate a Feldkirch all'epoca, ma nella città svizzera di Lauterbrunnen.[13]

### Enogastronomia

#### Vinoble Feldkirch
Oltre 100 viticoltori provenienti da tutte le regioni vinicole dell'Austria si presentano alla fiera del vino. La Vinobile si svolge ogni anno in aprile.

#### Festa del Vino(Feldkircher Weinfest)
Il Festival del vino di Feldkirch si svolge a luglio. L'evento esiste dal 1967, con molti ristoranti che presentano varie specialità di vino per un intero fine settimana.

### Letteratura

#### Feldkircher Lyrikpreis
Il premio per la poesia in lingua tedesca Feldkircher Lyrikpreis è un premio annuale; è conferito dal teatro Theater am Saumarkt di Feldkirch (Vorarlberg, Austria). Questo premio per la letteratura viene finanziato dal governo austriaco, dall'amministrazione federale di Vorarlberg e da banche private. Nel 2003 il premio fu attribuito per la prima volta.

### Musica

#### Poolbar Festival
Il Poolbar Festival è un festival di musica moderna e culturale a Feldkirch. Si tiene ogni anno a luglio e agosto e attira circa 20.000 visitatori; propone musica, mostre, poetry slam, moda e un premio di architettura. Si è tenuto per la prima volta nel 1994 come accademia culturale estiva e si differenzia, nella sua organizzazione e realizzazione di paesaggio e architettura, dagli altri eventi all'aperto.

### Teatro

#### Theater am Saumarkt
Un luogo per eventi culturali come cabaret, concerti, letture e dibattiti, nonché per cerimonie di premiazione come il premio di poesia Feldkircher Lyrikpreis.  

### Altro

#### James Joyce e Feldkirch
Dal Bloomsday 1994 nell'atrio della stazione ferroviaria di Feldkirch è esposta una citazione di James Joyce, a voler sottolineare il legame speciale dello scrittore irlandese con Feldkirch. Grazie ad amici influenti, James Joyce, che nel 1915 era considerato un "enemy alien" (un nemico straniero) a causa della guerra mondiale, poté lasciare l'Austria con la sua compagna Nora Barnacle e i loro due figli, mentre suo fratello Stanislaus Joyce fu arrestato a Trieste come "enemy alien" e rimase prigioniero per tutta la durata della prima guerra mondiale. Al controllo di frontiera di Feldkirch, Joyce si salvò per pochissimo dall’arresto, motivo per cui, secondo lui, il destino del suo romanzo Ulisse fu deciso alla stazione di Feldkirch. Nell'estate del 1932, la sua amicizia con la coppia di editori Maria e Eugene Jolas portò nuovamente Joyce nella città del Montfort, dove soggiornò per tre settimane in un hotel e lavorò al Finnegans Wake.

## Sport
La squadra di hockey su ghiaccio di Feldkirch, il VEU Feldkirch, si è aggiudicata la European Hockey League nel 1997-1998. La squadra di football americano, i Feldkirch Oscar Dinos, ha vinto un campionato austriaco.
Alteti nati a Feldkirch:
- Wiltrud Drexel, ex sciatrice alpina austriaca
- Marcel Büchel, calciatore austriaco naturalizzato liechtensteiniano
- Katharina Liensberger, sciatrice alpina austriaca, campionessa del mondo nello slalom speciale e nello slalom parallelo a Cortina d'Ampezzo 2021 e vincitrice della Coppa del Mondo di slalom speciale